# Василис Василикос
Василис Василикос (на гръцки: Βασίλης Βασιλικός) е виден гръцки писател и дипломат.

## Биография
Василикос е роден в квартала на Кавала Потамудия в 1933 година, като родителите му са от Тасос. Израства в Солун, където завършва право. Мести се в Атина и се занимава с журналистика. Заради политическата си активност е принуден да емигрира след военния преврат в 1967 година и прекарва в изгнание в чужбина следващите седем години.
Василикос е автор на над 100 книги – романи, пиеси и стихосбирки. Най-известното му произведение е политическият роман „Z“, по-който е направен филмът на Костас Гаврас „Z“. Между 1981 и 1984 година при управлението на Андреас Папандреу Василикос е главен директор на гръцкото национално радио и телевизия. От 1996 година е посланик на Гърция в ЮНЕСКО.